# A kutya szállítására vonatkozó szabályok
Magyarországon a 2012. évi II. törvény 147. bekezdése és 271/2009. (XII. 1.) Korm. rendelet 20. bekezdése szerint tömegközlekedési eszközön kutya zárt csomagolásban (szállítóboksz) vagy pórázzal és szájkosárban szállítható, azonban az egyes társaságok egyéb szabályokat is előírhatnak.

## BKV
A BKV járatain kézipoggyász méretét meg nem haladó szállítóeszközben a kutya díjmentesen szállítható, amennyiben az biztosítja, hogy az állat ne tudjon kiszabadulni, vagy a járművet és az utasokat beszennyezni. Egyéb esetben szájkosárral, pórázon szállítható. Kérésre az érvényes oltási könyvet fel kell mutatni. Ebben az esetben a kutyának teljes árú menetjegyet, vagy „EB” jelölésű bérletet kell venni. A vakvezető, szolgálati és segítőkutyák utazása díjmentes.

## Vasút
A Magyar Államvasutak járatain másodosztályú kocsikban szállítható élőállat menetjegy ellenében, pórázzal és szájkosárral, az érvényes veszettség elleni oltást igazoló oltási könyvvel. Egy utas legfeljebb két kutyát szállíthat. Fülkés kocsi esetén kizárólag a már bent tartózkodók egyöntetű egyetértése esetén vihető be 20 kilogrammnál kisebb testtömegű kutya, míg ettől nehezebb kutya kizárólag a fülkék közötti folyosón utazhat. A szabályozás nem vonatkozik a vakvezető kutyákra.
A Királyréti Erdei Vasúton egy személy legfeljebb két kutyát szállíthat szájkosárral, pórázon, kedvezményes menetjegy ellenében.
A Lillafüredi Állami Erdei Vasúton kutya szájkosárral, pórázon viteldíj ellenében szállítható, vakvezető kutya szállítása ingyenes.

## Külföldre szállítás
Kutyák külföldre utaztatásakor tájékozódni kell a célország hatóságainál az előírásokról. Az Európai Unión belül (Nagy Britannia kivételével) elegendő az egyedi azonosításra alkalmas tetoválás vagy microchip, valamint az állatútlevél kiváltása.
Más országok előírhatnak bizonyos vérvizsgálatokat, illetve a fogadó országban karanténidőszakot írhatnak elő.

### Harmadik országból az Európai Unióba
A harmadik országból behozni kívánt állatot egyedi azonosítóval (mikrocsip) kell ellátni. A tetoválás 2011. július 3. óta nem elfogadható.
Az állat egészségi állapotát hatósági állatorvos által kiállított bizonyítvánnyal (állatútlevél) kell bizonyítani.